# گزبلند (دهج)
گزبلند، یک آبادی از توابع بخش دهج، شهرستان شهربابک در استان کرمان ایران است.

## جمعیت
این آبادی در دهستان دهج قرار دارد و براساس سرشماری مرکز آمار ایران در سال ۱۳۹۵، خالی از سکنه دائم بوده‌است.